# Фёдоров, Дмитрий Леонидович
Дми́трий Леони́дович Фё́доров (5 сентября 1931, Усть-Медведицкая, Нижне-Волжский край — 8 декабря 2016, Москва) — советский и российский учёный-геолог, доктор геолого-минералогических наук, профессор, Заслуженный деятель науки Российской Федерации (2001), лауреат Государственной премии РСФСР, председатель Государственного комитета РСФСР по геологии и использованию топливно-энергетических и минеральных ресурсов (1991—1992).

## Биография
Родился 5 сентября 1931 года в станице Усть-Медведицкая, Сталинградская область, РСФСР.
В 1955 году окончил геологический факультет Грозненского государственного нефтяного института.
В том же году начал работать геологом треста «Кавказнефтегазразведка», трудился в различных геологоразведочных организациях Северного Кавказа. В 1970 году назначен главный геологом треста «Калмнефтеразведка» Министерства геологии РСФСР.
Принимал участие в открытии ряд нефтегазовых месторождений на кряже Карпинского в Калмыкии.
В 1973 году назначен заместителем директора Нижневолжского Научно-исследовательского института геологии и геофизики в городе Саратов, затем стал директором этого института, работал на этом посту до 1990 года.
В институте руководил работами по научному прогнозу перспектив нефтегазоносности подсолевого палеозоя Прикаспийской впадины. Проводил геофизические исследования, в результате которых появились данные для прогноза и последующего открытия месторождений нефти и газа в Прикаспии.
Награждён знаком «Первооткрыватель уникального Астраханского газоконденсатного месторождения». Одновременно с работой в НВ НИИГ преподавал в Саратовском университете.
В 1991 году назначен председателем Государственного комитета по геологии и использованию минерально-сырьевых и топливно-энергетических ресурсов РСФСР. В этой должности проработал до 1992 года. Внёс большой вклад в дело сохранения научно-производственного потенциала отечественной геологии и геофизики. Принял участие в разработке таких важнейших нормативно-правовых актов, как переход на платное природопользование, закон о недрах, основы лицензирования тд. С 1992 по 1997 год работал заместителем директора по науке «ВНИИзарубежгеология».
Написал ряд научных публикаций, в том числе девять монографий. Действительный членом РАЕН, член Нью-Йоркской академии наук, вице-президент Российского геологического общества.
Скончался 8 декабря 2016 года в Москве.